# カーテンコール!
『カーテンコール!』は、有沢遼による日本の漫画作品。
『なかよし』（講談社）にて1992年6月号から同年11月号まで連載された。全6話。単行本は同社の講談社コミックスなかよしより全1巻。

## 書誌情報
- 有沢遼 『カーテンコール!』 講談社〈講談社コミックスなかよし〉、1993年1月6日第1刷発行、ISBN 4-06-178738-1